# Francis Falceto
Francis Falceto est un musicographe et producteur de musique français, spécialiste des musiques du monde et, en particulier, de la musique éthiopienne, qu'il a contribué à diffuser à l'international à partir de 1986,.

## Biographie
Francis Falceto programme différentes musiques du monde au Confort Moderne de Poitiers lorsqu'il fait la découverte en 1984 des 33 tours de Mahmoud Ahmed grâce à Bernard Gallodé. Il entreprend alors en 1985 un voyage en Éthiopie (via Moscou en raison du régime du Derg) pour rencontrer Mahmoud Ahmed puis, en 1986, réédite sur le label bruxellois Crammed Discs l'album d'éthio-jazz Erè Mèla Mèla (1975) du chanteur et musicien éthiopien. Après le succès en Europe et aux États-Unis du disque, il décide de créer en 1996 la collection « Éthiopiques » avec l'éditeur Buda Musique afin d'exhumer et faire redécouvrir l'ensemble des succès des artistes de la musique éthiopienne de la période 1950-1975, la plupart produits par Amha Eshèté pour le label Amha Records et Ali Abdella Kaifa pour Kaifa Records,,. Il en acquiert l'intégralité des droits – ou exploite une licence renouvelable tous les cinq ans selon ses déclarations –, ce qui n'est pas sans créer des tensions avec certains artistes, dont Mulatu Astatke, après le succès international important de la collection. Il anime, également dans ce but, de nombreuses conférences sur le sujet.
Francis Falceto propose également à Lili Boniche de réaliser un retour sur scène au début des années 1990 et deviendra son imprésario.
En 1994, il épouse, à Addis Abeba, Dominique Ponty (1952-2020), la pianiste et collaboratrice notamment de Moondog.

## Prix et distinctions
- 2008 : World Music Award de la BBC[5],[2]
- 2011 : Professionnal Excellence Award du Womex[4],[11]

## Ouvrages
- (en + fr) Abyssinie Swing: A Pictorial History of Modern Ethiopian Music - Images de la musique éthiopienne moderne, Francis Falceto, éditions Shama Books, 2001  (ISBN 978-1-931253-09-3).
- Les Nuits d'Addis-Abeba, Sebhat Gebre Egziabhér trad. Francis Falceto, Actes Sud, 2004  (ISBN 978-2-7427-4907-2).